# Dan Fernström
Dan Fredrik "Danne" Fernström, född 15 november 1967, är en svensk inspicient, teaterproducent, musiker, ljudtekniker och låtskrivare.
Fernström skrev tillsammans med Calle Kindbom låten "Älskar du livet", som Björn Kjellman sjöng i Melodifestivalen 2006. Han har även arbetat som musiker och ljudtekniker vid Bohusläns Teater. Per 2024 arbetar han som inspicient och teaterproducent på Kulturhuset Spira i Jönköping.